# Ross Chastain
Ross Lee Chastain (Alva, Flórida, 4 de dezembro de 1992) é um piloto profissional americano de automobilismo. Ele compete em tempo integral na NASCAR Cup Series dirigindo o Chevrolet Camaro ZL1 nº 1 pela Trackhouse Racing Team, em meio período na NASCAR Xfinity Series, dirigindo o Chevrolet Camaro nº 92 pela DGM Racing e o Camaro nº 48 pela Big Machine Racing e meio período na NASCAR Camping World Truck Series, dirigindo o Chevrolet Silverado nº 41 da Niece Motorsports. Ele é o irmão mais velho de Chad Chastain, piloto da NASCAR Camping World Truck Series.

## A famosa "manobra de videogame" nocircuito oval de Martinsville
No circuito oval de Martinsville (a penúltima corrida do calendário), em 2022, Chastain concorria por uma das quatro vagas dos finalistas que disputarão o título da temporada de 2022 da Nascar Cup Series. Para isso, ele precisava chegar pelo menos na 5ª posição.
Na última volta ele estava na 10ª posição. Numa manobra ousada e sem precedentes, ele jogou seu carro contra a parede externa da pista para fazer a curva por fora sem precisar freiar. Com isso, ele alcançou a velocidade de até 130 milhas por hora (210 km/h) na curva, ultrapassando Denny Hamlin e mais 4 pilotos, terminando em quinto lugar e estabelecendo um recorde de volta mais rápida durante uma corrida da NASCAR Cup Series para a pista. Ele foi creditado retroativamente com um quarto lugar depois que Brad Keselowski foi desqualificado.
O movimento de 'montar na parede' foi amplamente comentado na mídia, e Chastain observou que o movimento foi inspirado no jogo eletrônico NASCAR 2005: Chase for the Cup do GameCube. O rival ultrapassado Hamlin descreveu isso como uma "grande jogada", comentando que "quando você não tem outra escolha, certamente é fácil fazer isso." Embora a NASCAR tenha decidido que a manobra era legal, alguns competidores e comentaristas criticaram a segurança do movimento e pediram à NASCAR que proibisse o movimento de estabelecer um precedente em corridas futuras.

## Conquistas
- 2011 - Campeão da World Series Of Asphalt Stock Car Racing Limited Modelo Final
- 2019 - Piloto mais popular da NASCAR Truck Series